# 현미경자리

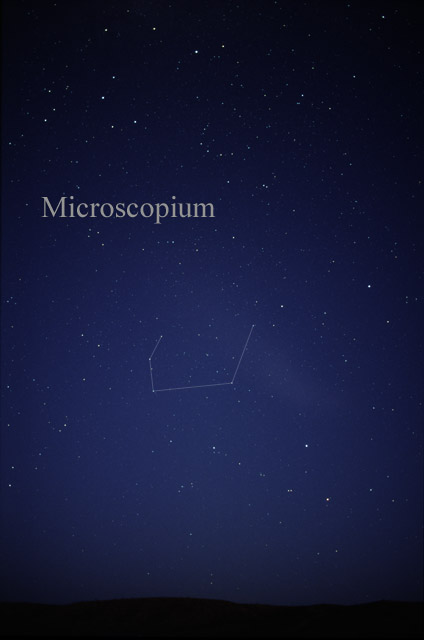

현미경자리(Microscopium [ˌmaɪkrəˈskɒpiəm])는 남쪽 하늘의 작은 별자리로, 라카유(Nicolas Louis de Lacaille)에 의해 도입되었다. 별들이 매우 어둡다.

## 별과 천체
밝은 별은 없고, 가장 밝은 별이 현미경자리 γ로, 4.7등급이다.
- 현미경자리 AU: 변광성이다.
- 현미경자리 AX (라카유 8760): 변광성으로, 12광년 거리에 있다.

## 같이 보기
- 망원경자리